# Wagneriana vermiculata
Wagneriana vermiculata là một loài nhện trong họ Araneidae.
Loài này thuộc chi Wagneriana. Wagneriana vermiculata được Cândido Firmino de Mello-Leitão miêu tả năm 1949.